# Cristian Gamboa
Cristian Esteban Gamboa Luna, mais conhecido como Cristian Gamboa (Liberia, 24 de outubro de 1989) é um futebolista costarriquenho que atua como lateral direito. Atualmente está sem clube.
Gamboa se juntou ao Rosenborg por empréstimo de três meses em agosto de 2012. No final de julho de 2014, o West Bromwich Albion concordou em contratar Gamboa. Em 30 de agosto de 2016, Gamboa assinou com o Celtic da Scottish Premiership por um contrato de três anos. Em 27 de agosto de 2019, Gamboa se juntou ao VfL Bochum por um contrato de dois anos.. Em 26 de outubro de 2023, Christian Gamboa estendeu seu contrato com o Bochum por mais um ano, até junho de 2025.